# 小行星22613
小行星22613（22613 Callander）是一颗绕太阳运转的小行星，为主小行星带小行星。该小行星于1998年5月19日发现。

## 轨道参数
小行星22613的轨道半长轴为356 842 062 km，2.3853079 UA，离心率为0.159。